# Cleobury North
Cleobury North – wieś w Anglii, w hrabstwie Shropshire. Leży 28 km na południowy wschód od miasta Shrewsbury i 200 km na północny zachód od Londynu.